# Discoglossus jeanneae
Espèce
Statut de conservation UICN

 NT  : Quasi menacé
Discoglossus jeanneae est une espèce d'amphibiens de la famille des Alytidae.

## Description

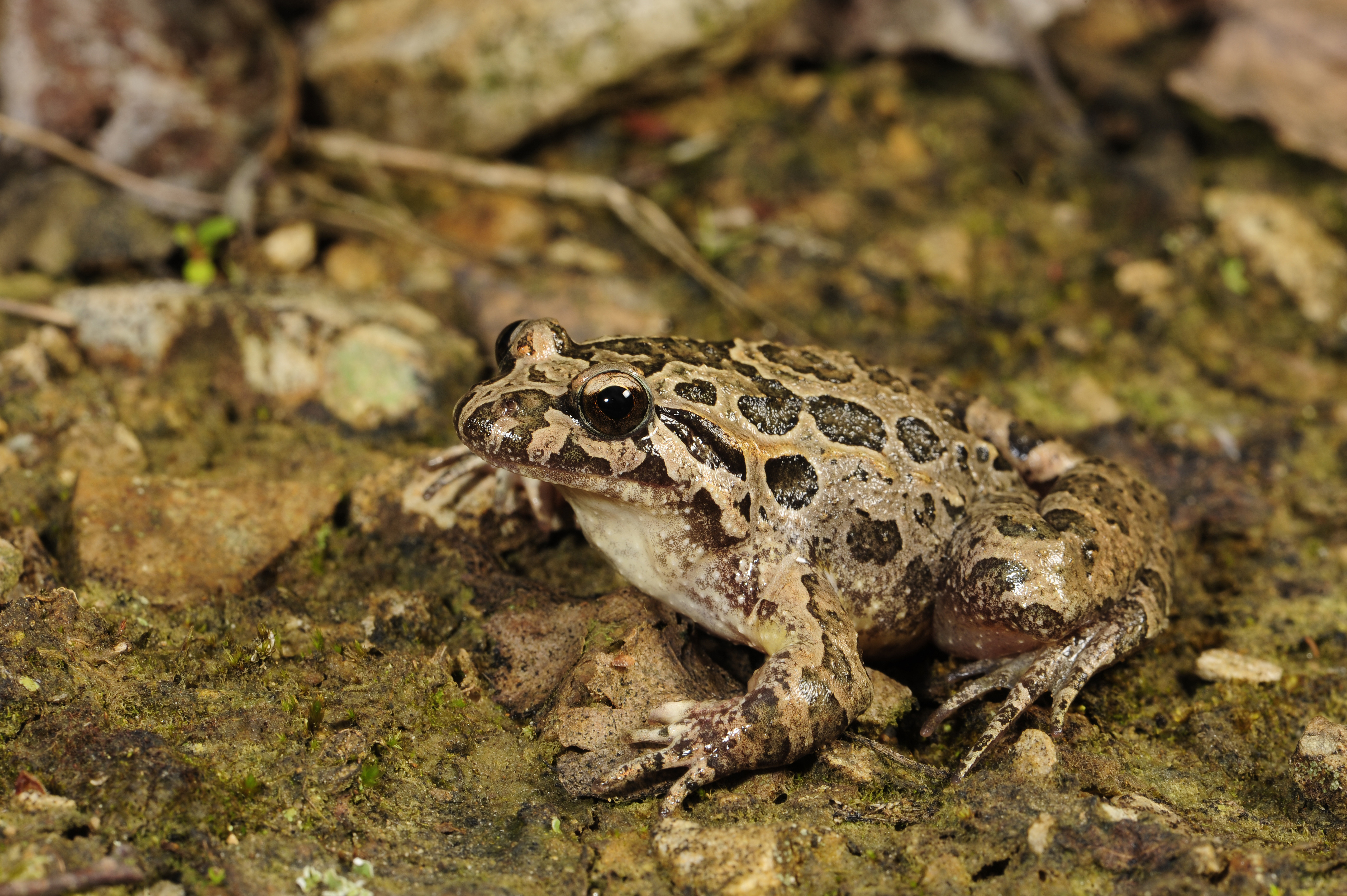

## Répartition

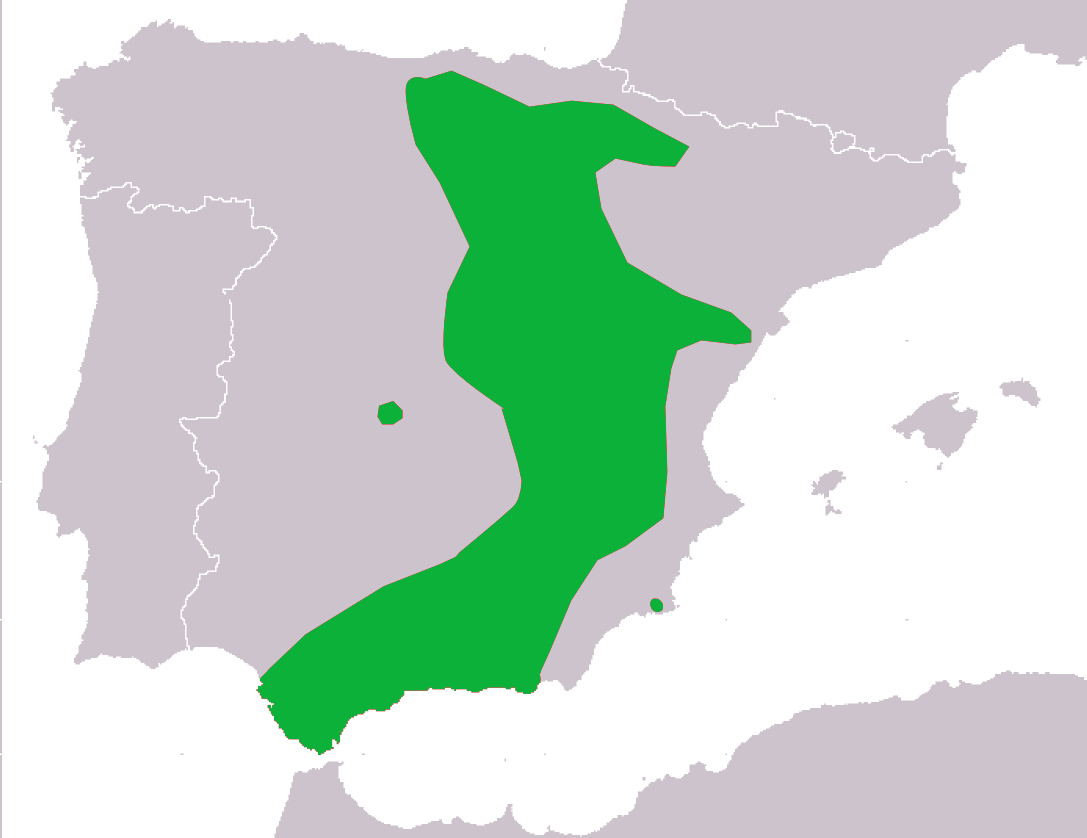
Distribution

Cette espèce est endémique d'Espagne. Elle se rencontre dans l'est du pays.

## Publication originale
- Busack, 1986 : Biochemical and morphological differentiation in Spanish and Moroccan populations of Discoglossus and the description of a new species from southern Spain (Amphibia, Anura, Discoglossidae). Annals of Carnegie Museum, vol. 55, no 3, p. 41-61.